# 圣伯多禄十字

圣伯多禄十字

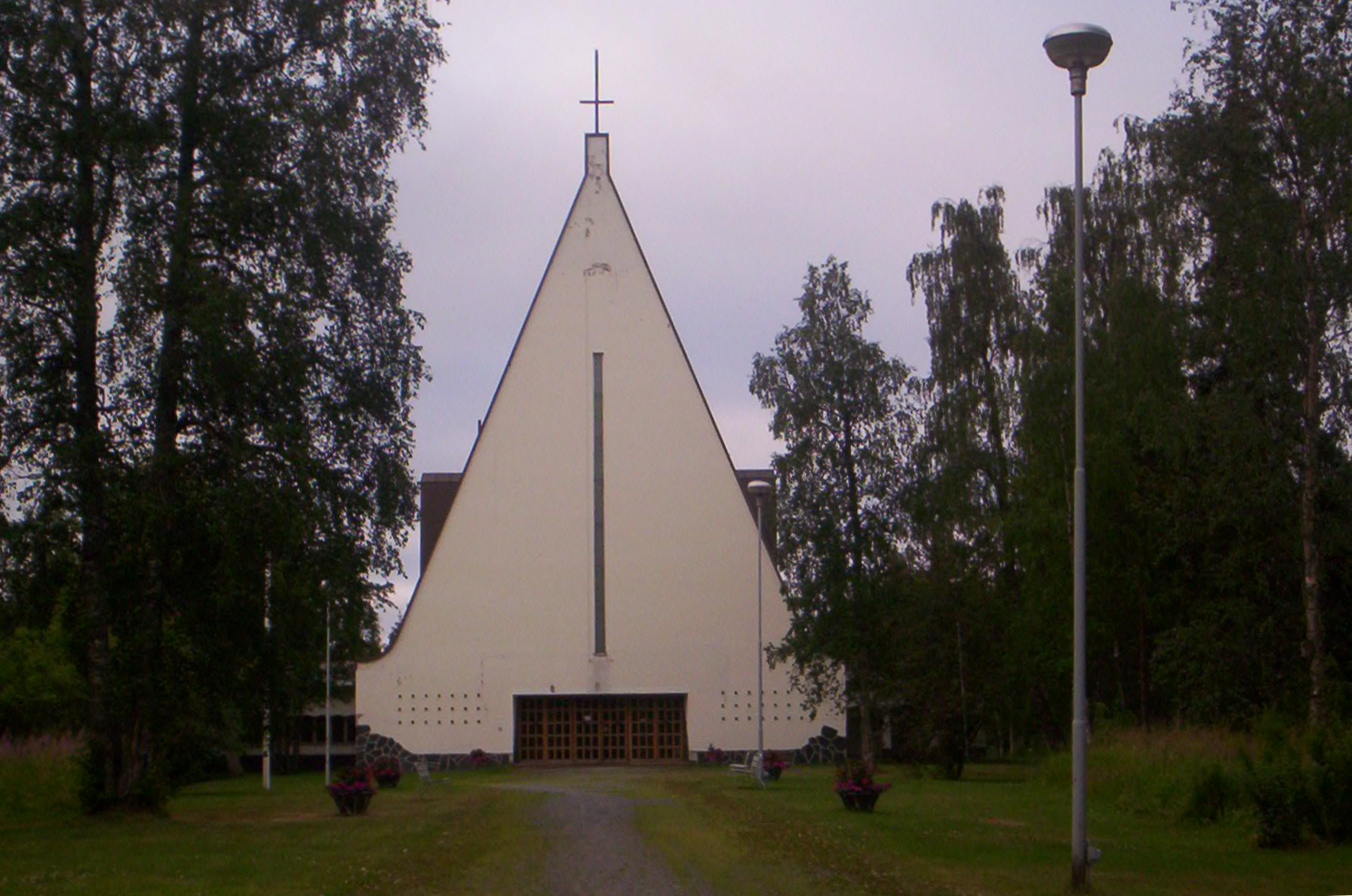
一間放有聖伯多禄十字的信義宗教堂

圣伯多禄十字（拉丁語：Crux de Sanctus Petrus）是一个反转的拉丁十字，俗称逆十字（Inverted cross）、聖彼得十字（Cross of Saint Peter）、彼得十字（Petrine Cross）。

## 起源
这个符号的原型来自于天主教传说——圣伯多禄（聖彼得）是被倒挂在十字架上钉死，因为他觉得他不配和耶稣以同样的方式钉死（正挂）。亚历山大学者俄利根是第一个报道出伯多禄是倒挂钉死的，圣伯多禄请求以这种方式遭受苦痛。

## 象征
圣伯多禄十字通常与两个钥匙一起用，象征天堂的钥匙。一些天主教会使用这个符号来代表“谦逊”和“不配与耶稣相比”的象徵。
圣伯多禄十字也经常联系到撒旦教。阿莱斯特·克劳利认为这个符号代表着对神恩的反驳与对耶稣救世主的远离。因此，这个符号变得在重金屬、黑金属、死亡金属等音乐场景中非常流行（特别是一些乐队如Danzig、霧都魔堡樂團、Satyricon、Deicide、King Diamond和Gorgoroth的队员用大逆十字垂饰装饰他们）。Deicide乐队的代表人物Glen Benton在他的前额烫了一个逆十字。
第264任天主教教宗若望保祿二世访问以色列期间，一幅以圣伯多禄十字为背景的玉照，在因特网上广泛传播，少部分新教信徒煽动性地宣传天主教使用反過來的十字架與撒旦教、敵基督有关。事实上这个照片是圣伯多禄十字罷了，正如天主教传统认为圣伯多禄是第一代教宗，歷任教宗自然都是圣伯多禄的傳人，这个符号是再正常也不過的。

## 外部連結
- 有关逆十字（英文）